# (2440) Educatio
(2440) Educatio es un asteroide perteneciente al cinturón de asteroides, descubierto el 7 de noviembre de 1978 por Eleanor F. Helin y el también astrónomo Schelte John Bus desde el Observatorio del Monte Palomar, Estados Unidos.

## Designación y nombre
Designado provisionalmente como 1978 VQ4. Fue nombrado Educatio en homenaje al término latino “Educatio” que significa Educación.